# Norbert Becker (Biologe)

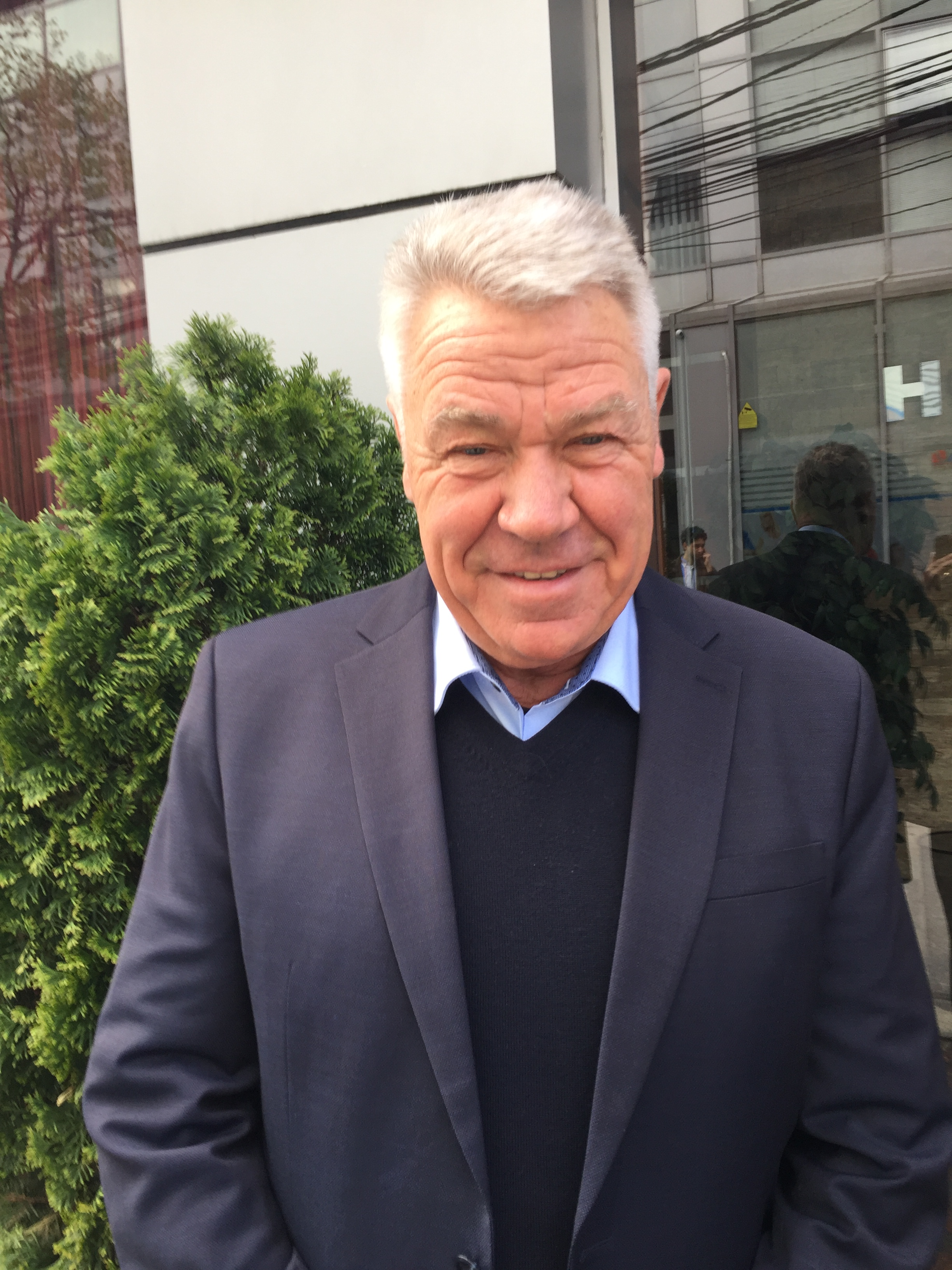
Norbert Becker (2019)

Norbert Becker (* 1949 in Hüffelsheim, Landkreis Bad Kreuznach) ist ein deutscher Biologe, ehemaliger Hochschullehrer an der Universität Heidelberg, ehemaliger Geschäftsführer der European Mosquito Control Association (EMCA) und ehemaliger Präsident der World Mosquito Control Association (WMCA).

## Leben und Wirken
Nach seinem Abitur studierte Becker an der Universität Heidelberg und wurde Bachelor of Science in Biologie, Physik und Chemie 1974, den Master of Science in Biologie erwarb er am Zoologischen Institut der Universität Heidelberg 1976. Den Doktorgrad in Naturwissenschaften an der Universität Heidelberg und Habilitation in Biologie mit Venia Legendi in Zoologie an der Fakultät für Bio-Wissenschaften der Universität Heidelberg erwarb er 1983. Seit 1977 ist er Dozent an der Universität Heidelberg, 2008 habilitierte er und erteilt als Privatdozent Lehrseminare in Medizinischer Entomologie und Ökologie am Zoologischen Institut der Universität. Becker betreut als Privatdozent Dissertationen in Entomologie (z. B. medizinische Entomologie) und angewandte Feldforschung in Heidelberg.
Ab 1976 war Becker in der Schnakenbekämpfung am Oberrhein aktiv, von 1981 bis 2019 war er wissenschaftlicher Direktor der Kommunalen Aktionsgemeinschaft zur Bekämpfung der Schnakenplage in Speyer und Gründungspräsident der World Mosquito Control Association.
Norbert Becker ist verheiratet und hat 4 erwachsene Kinder.

## Engagements
- Mitglied des Lenkungsausschusses (SC) für Biologie und Kontrolle von Vektoren (BCV) der Weltgesundheitsorganisation (WHO / TDR) in Genf 1989–1994
- Berater des WHO / TDR für Angewandte Feldforschung, umfangreiche vektorbezogene Beratung als Mitglied des SC für BCV, WHO / TDR in Asien, Afrika und Südamerika seit 1995
- Direktor der Society for Vector Ecology (SOVE Europäische Region) von 1988-1990
- Präsident der Society for Vector Ecology in 1993
- Geschäftsführer der European Mosquito Control Association (EMCA) seit 2000.
- Mitglied des deutschen Experten Committees Mosquitoes as vectors of human diseases seit 2015
- Präsident der World Mosquito Control Association (WMCA) seit 2015

Das Ziel von Becker ist es, die weltweit agierenden Vereinigungen zur Bekämpfung der Schnaken als Krankheitsüberträger (Mosquito Control Assoziationen) in der weltweiten Organisation WMCA zusammenzuführen, um durch koordiniertes Verhalten die Krankheitsübertragungen durch Schnaken zu begrenzen. Becker hat bis 2018 mehr als 200 Fachartikel publiziert. Beim internationalen Workshop von Rotary International an der Universität Prishtina (2019) zu Fragen der Bedeutung von Moskitos bei der Malariabekämpfung übernahm Becker das Grundsatzreferat.

## Ehrungen und Auszeichnungen
- Nationale Medaille der Republik Slowenien für das erfolgreiche Engagement zur Stechmückenbekämpfung, überreicht durch den slowenischen Touristik Minister in Bonn 1992
- Distinguished Service Award von der Society for Vector Ecology im Jahr 1997
- Escherich-Preis der Deutschen Gesellschaft für Entomologie im Jahr 2001
- Bundesverdienstkreuz der Bundesrepublik Deutschland 2004
- Meritorious Service Award der American Mosquito Control Association 2010
- Distinguished Life Time Service Award for dedication and outstanding services to the Society for Vector Ecology (SOVE), International Congress of SOVE, Spain 2017